# Тиль, Фриц
Фриц Тиль (нем. Fritz Thiel; 17 августа 1916 года, Польквиц, Силезия — 13 мая 1943 года, Берлин, Германия) — студент, антифашист, член движения Сопротивления во время Второй мировой войны, член организации «Красная капелла».

## Биография
Фриц Тиль родился 17 августа 1916 года в Полквице, в Германской империи. Окончив обучение в начальной школе в Бонне, стал учеником пекаря. В 1932 году вступил в Коммунистический союз молодежи Германии.
В 1935 году добровольцем пошел на службу в люфтваффе. Через год в Кладове прошел подготовку на радиста. Уже в 1936—1937 годах провел пять месяцев в тюрьме по подозрению в измене, но был оправдан за недостатком улик. В 1939 году был призван ещё раз и во время войны в Польше служил радистом. В 1940 году по просьбе работодателя — владельцев завода Zeiss-Ikon был демобилизован.
В 1937 году поступил в вечернюю школу Хайльше в Шёнеберге, чтобы подготовиться к получению аттестата зрелости. Затем посещал лекции по экономике в Берлинском университете. Во время обучения в вечерней школе подружился с одноклассниками Фридрихом Рехмером, Отто Голльновом, Урсулой Гётце, Лианой Берковиц и Евой Кнайпер-Риттмайтер. Под руководством мужа последней, доктора Джона Ритмайстера, друзья образовали кружок антифашистов.
В январе 1942 года он женился на своей беременной подруге Ханнелоре, 24 мая 1942 года родила сына Александра. Ханнелоре Тиль было в то время семнадцать лет. Она принимала активное участие в деятельности движения сопротивления.
В начале 1942 года вступил в контакт с группой Харро Шульце-Бойзена и «Красной капеллой». Принимал участие в производстве и распространении антифашистских брошюр и листовок, помогал Гансу Коппи в его попытках установить радиосвязь с Москвой.
Фриц Тиль и Харро-Шульце-Бойзен, организовали акцию протеста против пропагандистской нацистской выставки «Советский рай» в Берлине. На плакатах, расклеенных борцами сопротивления в центре Берлина было написано «Постоянная экспозиция. — Нацистский рай. — Голод, ложь, гестапо. — Как долго это будет продолжаться?». Его беременная жена помогла в подготовке акции, но не могла участвовать в ней лично, что впоследствии спасло её от смертного приговора.
16 сентября 1942 года Фриц Тиль и его жена были арестованы гестапо. Ханнелоре Тиль отметила своё 18-летие в заключении. В гестапо, Фрица Тиля подвергли страшным психическим и физическим пыткам, например, оставляли его под действием ультрафиолетового излучения в течение нескольких дней. Его пытались довести до безумия, чтобы получить необходимые показания на других борцов сопротивления.
18 января 1943 года Имперский военный трибунал признал Фрица Тиля виновным «в сговоре с целью совершения государственного переворота и пособничестве врагу» и приговорил к высшей мере наказания. Приговор привели в исполнение 13 мая 1943 года в тюрьме Плётцензее в Берлине. Ханнелоре Тиль на том же процессе была приговорена к шести годам заключения.